# Montadet
Montadet es una comuna francesa situada en el departamento de Gers, en la región de Occitania.

## Demografía
| 104 | 101 | 115 | 103 | 98 | 72 | 69 |
| Para los censos de 1962 a 1999 la población legal corresponde a la población sin duplicidades (Fuente: INSEE [Consultar]) |     |     |     |    |    |    |